# 993 Маултона
993 Маултона (993 Moultona) — астероїд головного поясу, відкритий 12 січня 1923 року.
Тіссеранів параметр щодо Юпітера — 3,299.